# 胡璘
胡璘（1434年—？），字汝溫，山東濟南府濟陽縣人，軍籍。明朝政治人物。進士出身。

## 生平
山東鄉試第四十五名。成化五年（1469年）乙丑科會試第一百四十一名，殿試登進士第三甲第三十四名。

## 家族
曾祖胡仲賓，曾任元河間路總管。祖父胡景芳。父亲胡俊。